# Кая, Саваш
Саваш Кая (тур. Savaş Kaya; род. 2 июня 1986) — турецкий боксёр, представитель средней и полусредней весовых категорий. Выступал за сборную Турции по боксу в середине 2000-х годов, серебряный призёр Средиземноморских игр, победитель и призёр многих турниров международного значения, трёхкратный чемпион турецкого национального первенства. В период 2009—2010 годов боксировал также на профессиональном уровне, но без особого успеха.

## Биография
Саваш Кая родился 2 июня 1986 года.

### Любительская карьера
Дебютировал на международной арене в сезоне 2004 года, выступив на чемпионате мира среди юниоров в Южной Корее — дошёл здесь до стадии четвертьфиналов, уступив кубинцу Эмилио Корреа. Также в этом сезоне одержал победу на чемпионате Турции в зачёте полусредней весовой категории.
Попав в основной состав турецкой национальной сборной, в 2005 году Кая стал бронзовым призёром международного турнира «Золотой пояс» в Бухаресте, завоевал серебряную медаль в среднем весе на Средиземноморских играх в Альмерии, где в решающем финальном поединке был остановлен египтянином Мохамедом Хикалем. Побывал на чемпионате мира в Мяньяне, где выбыл из борьбы за медали уже на предварительном этапе.
В 2006 году получил серебряную награду на международном турнире «Странджа» в Болгарии, взял бронзу на студенческом мировом первенстве в Алма-Ате, проиграв в полуфинале казаху Данияру Елеусинову. Представлял страну на чемпионате Европы в Пловдиве, дошёл здесь до четвертьфинала, после чего потерпел поражение от россиянина Матвея Коробова, который в итоге и стал победителем этого европейского первенства.
В 2007 году выиграл турецкое национальное первенство в категории до 75 кг и одержал победу на домашнем международном турнире «Ахмет Джёмерт» в Стамбуле. В четвертьфинале чемпионата Европейского Союза в Дублине встретился с англичанином Джеймсом Дигейлом, будущим чемпионом мира среди профессионалов, и уступил ему по очкам. При этом на чемпионате мира в Чикаго дошёл только до 1/8 финала.
На чемпионате Турции 2008 года был лучшим в полутяжёлой весовой категории. Пытался пройти отбор на летние Олимпийские игры в Пекине, однако на европейской олимпийской квалификации в Афинах был побеждён в четвертьфинале представителем Молдавии Виктором Котюшанским.

### Профессиональная карьера
Не сумев отобраться на Олимпиаду в Пекине, Саваш Кая покинул расположение турецкой сборной и в июле 2009 года успешно дебютировал на профессиональном уровне. В общей сложности в течение года одержал три победы над не самыми сильными соперниками и на этом завершил спортивную карьеру.
Впоследствии стал детским тренером по боксу.